# SAER (azienda)
La Società Anonima Esercizi Riuniti (SAER), per un certo periodo nota anche come Società Anonima Elettrovie Romagnole, è stata una società anonima operante sia nel ramo delle costruzioni immobiliari sia nel ramo del trasporto pubblico di tipo tranviario e ferroviario.

## Storia
Fondata nel 1928 come Società Anonima Elettrovie Romagnole, il 28 dicembre 1936, la Società Elettrica Nazionale (SEN) fu incorporata nella Elettrovie Romagnole, la quale mutò la propria ragione sociale in Società Anonima Esercizi Riuniti Elettrica Nazionale, mantenendo la sigla SAER. In tale periodo iniziò la concorrenza da parte dell'omologa società del gruppo Fiat, la Società Trasporti Urbani (STU) di Milano, fondata nel 1935.
Nel 1939 alla SAER fu commissionato da parte del comune della Spezia uno studio per la riorganizzazione della rete tranviaria cittadina, che fu consegnato il 14 aprile 1939; l'avvio del secondo conflitto mondiale impedì tuttavia la sua attuazione.
A partire dal 1942 la sede centrale della SAER, neocostituita come Società anonima esercizi riuniti, fu posta a Milano, controllata dalla Società Italiana Ernesto Breda per Costruzioni Meccaniche che produsse le vetture filoviarie destinate alla filovia di Perugia gestita dalla SAER stessa.
Nel 1943 l'azienda passò dal gruppo Breda al controllo dell'avvocato Dino Mattioli, al cui figlio Franco fu affidata nel 1947 la SEN, che era stata nuovamente scorporata.
A partire dal 1961 fu istituito in seno alla SAER un fondo assistenza orfani dipendenti per sostenere le vedove e gli orfani dei dipendenti deceduti.
Nel 1968 la società, che nel 1965 aveva assunto la denominazione di Società Azionaria Esercizi Riuniti, presentò istanza di fallimento e ad essa subentrò l'Azienda trasporti autofiloviaria municipalizzata (ATAM) di Perugia, appositamente creata, che ne rilevò tutti i beni; il fallimento fu dichiarato il 20 marzo 1969.

## Settori di attività
Nel corso degli anni l'azienda si trovò ad esercire diverse linee ferroviarie e tranviarie del Veneto, come le ferrovie Verona-Caprino-Garda e la Mantova-Peschiera e le tranvie Verona-Caldiero-San Bonifacio, Caldiero-Tregnago, San Bonifacio-Lonigo-Cologna Veneta, Verona-Grezzana e San Bonifacio-San Giovanni Ilarione, 
La SAER ebbe in gestione anche la rete tranviaria e filoviaria di Bari, la rete tranviaria di Bolzano, la rete tranviaria di Merano, la rete tranviaria e filoviaria di Padova, la rete tranviaria di Verona e la rete filoviaria di Perugia.
Fra le reti controllate figurava altresì quella delle ferrovie modenesi, gestita dalla SEFTA azienda che passò sotto il controllo pubblico nel 1963.

## Dati societari
Oggetto sociale della SAER era la costruzione, la trasformazione e l'esercizio di ferrovie, tranvie e filovie sia in conto proprio che per conto terzi.